# کیک پوند
کیک پوند (به انگلیسی: Pound cake) نوعی کیک کره‌ای است که منشأ آن کشور انگلستان است. در اصل این کیک از مجموع ۱ پوند (۴۵۳ گرم) آرد، ۱ پوند شکر، ۱ پوند کره، و ۱ پوند  تخم مرغ تشکیل می‌شده‌است و به این علت این نام بر آن گذاشته شده‌است اما در واقع پوند کیک‌های امروزی از نظر ترکیب تغییرات بسیاری کرده‌اند. در داخل این کیک استفاده از کشمش و انواع میوهٔ خشک و آجیل بسیار رایج است. اصول تهیهٔ کیک به این ترتیب است:
- ابتدا کره با همزن زده می‌شود تا بحالت کرم دربیاید بعد نصف شکر به آن اضافه شده به‌خوبی بهم زده می‌شود. زرده‌های تخم مرغ نیز اضافه شده تا سفید و کشدار شدن مایه بهم زده می‌شود.
- در ظرف دیگری سفیده تخم مرغ و شکر باقی‌مانده را آنقدر بهم زده می‌شود که سفت شده تبدیل به مرنگ شود.
- سپس نیمی از مرنگ را به زرده‌ها اضافه کرده پس از اضافه کردن آرد الک شده و مواد دیگر در آخر نیمهٔ دیگر مرنگ به تمام مواد اضافه می‌شود.
- کیک در دمای ۱۸۰ درجه و به مدت ۴۰ دقیقه پخته می‌شود. این کیک وقتی پخته شد سطح بالای آن دارای برآمدگی است و در روی این سطح برآمده ترک‌هایی دیده می‌شود. معمولاً به تنهایی و بدون ترکیب با مواد دیگر صرف می‌شود.[۱]

این کیک معمولاً در قالب کیک پوند (قالب‌های عمیق مستطیلی نان) پخته می‌شود و نسبتاً دوام زیادی دارد. معمولاً ساده صرف می‌شود یا بسیار ساده تزئین می‌شوند.